# Saint-Médard (Deux-Sèvres)
Saint-Médard ist eine Ortschaft und eine ehemalige französische Gemeinde mit 111 Einwohnern (Stand: 1. Januar 2022) im Département Deux-Sèvres in der Region Nouvelle-Aquitaine. Sie gehörte zum Arrondissement Niort und zum Kanton Celles-sur-Belle. Die Einwohner werden Saint-Médardais genannt.
Mit Wirkung vom 1. Januar 2019 wurden die bisherigen Gemeinden Celles-sur-Belle und Saint-Médard zur namensgleichen Commune nouvelle Celles-sur-Belle zusammengelegt und haben in der neuen Gemeinde den Status einer Commune déléguée. Gleichzeitig wurde auch den früheren Gemeinden Montigné und Verrines-sous-Celle, die bereits seit 1973 als Commune associée mit Celles-sur-Belle verbunden waren, der Status als Commune déléguée zuerkannt. Der Verwaltungssitz befindet sich im Ort Celles-sur-Belle.

## Geographie
Saint-Médard liegt etwa 16 Kilometer südöstlich von Niort. Umgeben wurde die Gemeinde Saint-Médard von den Nachbarorten Brûlain im Westen, Sainte-Blandine im Norden, Celles-sur-Belle im Osten sowie Périgné im Süden.

## Bevölkerungsentwicklung
| Jahr                      | 1962 | 1968 | 1975 | 1982 | 1990 | 1999 | 2006 | 2013 |
| Einwohner                 | 131  | 109  | 109  | 110  | 113  | 112  | 92   | 109  |
| Quelle: Cassini und INSEE |      |      |      |      |      |      |      |      |

## Bauwerke
- Kirchen- und Prioratsruine